# HD 210702
HD 210702 ist ein 182,67 Lichtjahre von der Erde entfernter oranger Riese mit einer Rektaszension von 22h 11m 51s und einer Deklination von +16° 02' 02". Er besitzt eine scheinbare Helligkeit von 5,93 mag. Im Jahre 2007 entdeckte John Asher Johnson einen extrasolaren Planeten, der diesen Stern umkreist. Dieser trägt den Namen HD 210702 b.